# Michael Woods (aktor)
Michael Woods (ur. 10 lipca 1957 w Detroit) – amerykański aktor filmowy i telewizyjny.

## Życiorys
Urodził się w Detroit w stanie Michigan jako syn Dorothy i doktora Josepha Woodsa. Studiował na wydziale teatralnym w The University of Detroit / Marygrove College, gdzie za występ w spektaklu The Brig w 1977 roku zdobył prestiżową nagrodę ACTF Kennedy Center. Następnie grał w regionalnym teatrze w takich przedstawieniach jak The Halloween Bandit w roli Marka Medoffa, Kotka na gorącym blaszanym dachu Tennessee Williamsa, zdobywając entuzjastyczne recenzje, czy Scar z Ed Harrisem na deskach The Met Theatre.
W 1981 roku otrzymał rolę Kenta Bogarda w operze mydlanej ABC Wszystkie moje dzieci (All My Children). Po udziale w sequelu adaptacji telewizyjnej NBC powieści Sidneya Sheldona Gniew aniołów – kontynuacja (Rage of Angels: The Story Continues, 1986) z Jaclyn Smith, Kenem Howardem, Susan Sullivan, Bradem Dourifem, Paulem Shenarem i Michaelem Nourim, zagrał w dreszczowcu Nie igraj z kobietą (Lady Beware, 1987) z Diane Lane i dramacie telewizyjnym Cień kobry (hadow of the Cobra, 1989) z Rachel Ward. W miniserialu ABC Wojna i pamięć (War and Remembrance, 1988) wg powieści Hermana Wouka wystąpił jako Warren Henry, syn Victora (Robert Mitchum) i mąż Janice (Sharon Stone).
Pojawiał się też gościnnie w serialach, w tym Bare Essence (1983) z Ianem McShane, Nasz rodzinny honor (Our Family Honor, 1985) z Elim Wallachem, Rayem Liottą i Michaelem Madsenem, NBC Private Eye (1987) z Joshem Brolinem, Night Man (1997) i Podkomisarz Brenda Johnson (The Closer, 2005) z Kyrą Sedgwick.

## Filmografia

### Filmy fabularne
- 1986: Gniew aniołów-kontynuacja (Rage of Angels: The Story Continues, TV) jako Deak Farmer
- 1987: Gdzieś w czasie (Somewhere in Time) jako gość na kolacji (1912)
- 1987: Nie igraj z kobietą (Lady Beware) jako Jack Price
- 1989: Nawiedzenie Sarah Hardy (The Haunting of Sarah Hardy, TV) jako Austin Hardy
- 1993: Pamiętnik Czerwonego Pantofelka (Red Shoe Diaries 2: Double Dare, wideo) jako Sam
- 1994: Więzienna zemsta (Against Their Will: Women in Prison, TV) jako kpt. Tandy
- 1997: Cena wolności (Moment of Truth: Into the Arms of Danger, TV) jako Bob Lenic
- 2001: Pamiętnik Czerwonego Pantofelka (Red Shoe Diaries 17: Swimming Naked, wideo)
- 2011: Sekret z przeszłości (Secrets from Her Past, TV) jako David Collins
- 2012: Gabe the Cupid Dog jako pan Caldwell

### Seriale TV
- 1981: Wszystkie moje dzieci (All My Children) jako Kent Bogard
- 1981: Dallas jako prezenter wiadomości
- 1982: Teksas (Texas) jako Mark Wheeler
- 1984: Guiding Light jako dr James Reardon
- 1988: Private Eye jako Jack Cleary
- 1988: Wojna i pamięć (War and Remembrance) jako Warren Henry
- 1992: Pamiętnik Czerwonego Pantofelka - odc. Double Dare jako Sam
- 1993: Napisała: Morderstwo - odc. Ship of Thieves jako Lance Brinegar
- 1995: Pamiętnik Czerwonego Pantofelka - odc. Jump jako kochanek Tory
- 1995: Napisała: Morderstwo - odc. Nailed jako Billy Blake
- 1996: One West Waikiki jako Culhane
- 1997: Knots Landing: Back to the Cul-de-Sac jako Clay McKinney
- 1997: Szpital Dobrej Nadziei jako dr Grayson Chandler
- 1999: As the World Turns jako Alec Wallace
- 1999: V.I.P. jako Jay Chesler
- 2000: Siódme niebo jako Robin
- 2003: Passions jako dr Ackland
- 2004: The D.A. jako detektyw Andy Flynn
- 2004: North Shore jako Jack Bevans
- 2005: Podkomisarz Brenda Johnson (The Closer) jako agent FBI Bill Blackburn
- 2007: Podkomisarz Brenda Johnson (The Closer) jako agent FBI Bill Blackburn
- 2009: Dowody zbrodni jako Mark Callahan '09
- 2009: Mentalista jako Carl Ward
- 2009: As the World Turns jako Jay
- 2012: Hatfields & McCoys: Wojna klanów (Hatfields & McCoys) jako Cat Miller